# Stadion Deutweg
Das Stadion Deutweg ist ein Leichtathletikstadion in Winterthur. Es ist das Heimstadion des Leichtathletikvereins «LV Winterthur», des American Footballclubs «Winterthur Warriors» und des Rugbyclubs «Rugby Club Winterthur». Das Stadion fasst 3.000 Zuschauer. Es gibt eine Tribüne mit 540 Sitzplätzen sowie rund um das ganze Stadion zwei Stehplatzstufen.
Neben dem Stadion gibt es noch ein Cricketplatz («Kreuzplatz»), dort sind die beiden erstklassigen Cricketclubs Winterthur Cricket Club und Power Winterthur CC ansässig. Des Weiteren gibt es neben den klassischen Leichtathletikanlagen noch drei Tennisplätze, einen Beachsoccerplatz, drei Beachvolleyballfelder, drei kleine Sportfelder (für Fussball, Basketball und Unihockey), einen Schwingraum (der benutzt wird vom Schwingklub Winterthur), eine Kleinturnhalle und einen Kraftraum des LV Winterthur.
Die ganze Leichtathletikanlage Deutweg mit dem Stadion zusammen befindet sich im Stadtkreis Mattenbach im Quartier Deutweg und ist Teil des Sportkomplex Deutweg, wozu auch die Eishalle Deutweg, die Axa-Arena sowie der Fussballplatz Talgut gehören.